# Thieves Like Us (banda)
Thieves Like Us es una banda multinacional de música electrónica liderada por el vocalista y guitarrista Andy Grier. La alineación de sus miembros es fluida, abarcando desde originarios de Berlín hasta el Reino Unido y Escandinavia.
La música de Thieves Like Us a menudo presenta un uso intensivo de elementos electrónicos, aunque también está influenciada por géneros como el krautrock, Italo disco, glam punk, French touch y hip-hop. Thieves Like Us se consideran a sí mismos como un grupo pop. La banda es reconocida por su estricta estética, con todos sus lanzamientos siguiendo el mismo formato para las portadas y los videos musicales asociados, estos últimos creados personalmente por Andy Grier al recortar películas del cine europeo de los años 70 con un efecto impresionista.
En sus primeros días, Thieves Like Us era un trío compuesto por Andy Grier (vocalista) y los músicos suecos Pontus Berghe (batería) y Björn Berglund (teclados), quienes conocieron al estadounidense Grier en el Mauerpark de Berlín en 2002. Comenzaron a pinchar discos juntos y eventualmente empezaron a producir su propia música electrónica. Después de varios años autoproduciendo (incluyendo el lanzamiento del instrumental y semi-ambiental "Berlin, Alex"), fueron descubiertos por el sello francés Kitsuné, que lanzó su primer sencillo comercial, "Drugs In My Body", en 2007.
En 2008, lanzaron su segundo álbum, "Play Music", bajo el sello Shelflife Records. Este álbum fue grabado en Berlín, Londres, Nueva York y Estocolmo, dado que los miembros de la banda estaban repartidos por varios continentes. Su tercer álbum, "Again And Again", que incluye la popular canción "Never Known Love", fue lanzado en 2010. Tras cambiar de sello discográfico a Captured Tracks, reeditan "Berlin, Alex" (estilizado como "Berlin Alex" y con una portada diferente) comenzaron a trabajar en su cuarto álbum, "Bleed Bleed Bleed", un disco más oscuro y algo político con menos influencia electrónica en comparación con sus trabajos anteriores. Fue en este punto cuando se unieron las vocalistas de apoyo Martine Duverglas y Anna De Marco, así como el baterista Dani Imhoff, con Duverglas asumiendo un papel igualitario junto a Grier en las tareas vocales de este cuarto álbum.
El conflicto existencial dentro del trío y la débil promoción del sello (según alegó Grier) en el lanzamiento del álbum en 2012 llevaron a bajas ventas, lo que resultó en la salida de Berghe y Berglund. Esto llevó a una gira apresurada, en la que la mayoría de los músicos eran de sesión. Después de escribir varias canciones más el año siguiente, Grier reclutó al británico Thomas Franklin del bar berlinés 'Sameheads', donde Grier trabajaba como barman, y al berlinés Tore Knipping a través de un amigo. Con este nuevo material, la banda realizó una extensa gira y luego regresó al estudio para grabar el álbum homónimo, "Thieves Like Us", que fue lanzado en enero de 2017 y recibió comentarios positivos de Pitchfork y Consequence Of Sound. Esto fue precedido por una versión de "Sutphin Boulevard" de Blood Orange y un video acompañante. La banda ha recibido críticas mixtas de forma constante, mientras mantiene un intenso estatus de culto en Europa y América Latina.

## Miembros
- Andy Grier – vocalista, guitarra
- Chris Wackrow – guitarra
- Ramona Strummer – sintetizador
- Thomas Franklin – bajo
- Tore Knipping – batería
- Martine Duverglas – coros
- Mia Von Matt – coros
- Monika Martinez – coros

## Miembros anteriores
- Björn Berglund – sintetizador
- Pontus Berghe – batería
- Dani Imhoff – batería
- Annie De Marco – coros

## Discografía

### Álbumes
- Berlin, Alex (2007), lanzado de manera independiente
- Play Music (2008), Shelflife/Seayou Records
- Again And Again (2010), Shelflife/DeBonton
- Bleed Bleed Bleed (2012), Captured Tracks
- Thieves Like Us (2017), Seayou Records

### Sencillos, EPs
- "Drugs In My Body/Fass" 12" (2007), Kitsuné
- "Your Heart Feels" 12" (2008), Seayou
- "Really Like To See You Again" 12" (2009), Shelflife
- "Shyness" 12" (2010),  Kitsune
- "One Night With You" 12" (2010),  Kitsune
- "Your Love Runs Still" EP (2011), Captured Tracks

### Videoclips (a menudo realizados para pistas lanzadas como sencillos para la radio)
- "Drugs In My Body" (2007)
- "Headlong Into Night" (2008)
- "Program Of The First Part (2009)
- "Desire" (2009)
- "Your Heart Feels" (2010)
- "Never Known Love (2010)
- "Forget Me Not" (2011)
- "Lover Lover" (2012)
- "Your Love Runs Still" (2012)
- "Stay Blue" (2013)
- "Maria Marie" (2013)
- "Sutphin Boulevard" (2015)
- "Jennifer" (2016)
- "Broken Mirror" (2017)